# Lamoni, Iowa
Lamoni är en ort i Decatur County i Iowa. Vid 2020 års folkräkning hade Lamoni 1 069 invånare.